# Le Pont sur l'abîme
Pour plus de détails, voir Fiche technique et Distribution.
Le Pont sur l'abîme est un film muet français réalisé par Louis Feuillade et sorti en 1912.
Il fait partie de la série La Vie telle qu'elle est.

## Fiche technique
- Titre : Le Pont sur l'abîme
- Réalisation : Louis Feuillade
- Scénario : Louis Feuillade
- Photographie : Georges Guérin
- Société de production : Société des Établissements L. Gaumont
- Pays de production :  France
- Langue : film muet avec les intertitres en français
- Format : Noir et blanc — 35 mm — 1,33:1 — Muet
- Métrage : 944 m
- Genre : Film dramatique
- Durée : 31 minutes 30
- Date de sortie : 
  - France : 1912

## Distribution
- Suzanne Grandais
- René Navarre
- Paul Manson
- Renée Carl